# Borte
Borte Ujim (em mongol: Бөртэ үжин; romaniz.: Börte Üjin; 1161? - 1227?) foi uma nobre mongol dos séculos XII e XIII. Era filha de Dei Sechém do clã conguirado e sua esposa Chotã. Quando tinha 10 anos, Isuguei Batur se aproximou da tenda de Dei Sechém com seu filho Temujim de nove anos. Os dois concordaram com o casamento das crianças e Temujim foi deixado na tenda de seu sogro, mas tão logo seu pai foi morto, um dos servos de Isuguei o devolveu à tenda de sua mãe. Mais tarde, já adolescentes, Temujim manteve o interesse de desposar Borte e Dei Sechém imaginou que não seria capaz de protegê-la, mas seu filho mais novo Alchi o convenceu do contrário.
Borte se uniu ao clã de Temujim e levou como dote um casado de zibelina, que então foi dado ao cã Tugril dos queraítas. Mais adiante, foi capturada por membros dos merquites e Tugril o ajudou a resgatá-la. Pouco depois do fato, nasceu Jochi, que foi visto por muitos como um filho bastardo. O casal não gerou filhos nos anos seguintes e Temujim a encorajou a adotar o órfão Xigui Cutucu. Nos anos seguintes, o casal gerou três filhos (Chagatai, Oguedai e Tolui) e cinco filhas. Nos anos nos quais ele ascendeu e se tornou Gêngis Cã, considerou muito a opinião dela. Foi ela, por exemplo, que o convenceu a romper com Jamuca e, em 1210, informou do perigo que o xamã Tebe Tengueri representava. Com a morte de seu marido em 1227, ela manteve a ordem em sua tenda (palácio).